# تام بیتس (بازیکن فوتبال)
تام بیتس (انگلیسی: Tom Bates؛ زادهٔ ۳۱ اوت ۱۹۸۵) بازیکن فوتبال است.
از باشگاه‌هایی که در آن بازی کرده‌است می‌توان به باشگاه فوتبال کاونتری سیتی اشاره کرد.